# Nikolai Wassiljewitsch Puschkow
Nikolai Wassiljewitsch Puschkow (russisch Николай Васильевич Пушков; * 17. Mai 1903 in Druschno, Rajon Dmitrowsk bei Orjol; † 28. Januar 1981 in Troizk, Oblast Moskau) war ein sowjetischer Geophysiker und Gründer des ISMIRAN (Institut für Erdmagnetismus, Ionosphäre und Verbreitung von Radiowellen der Sowjetischen Akademie der Wissenschaften) in Troizk.

## Leben
Nikolai Puschkow studierte ab 1926 an der Staatlichen Universität Moskau und am Hydrometeorologischen Institut in Moskau. Von 1931 an forschte er am Geophysikalischen Haupt-Observatorium des Hydrometeorologischen Dienstes der UdSSR. Von 1934 bis 1937 arbeitete er an der Abteilung für Magnetometrie der Staatliche Universität Leningrad. 1934 verteidigte er dort seine Dissertation und ging als Wissenschaftler ans Magnet-Observatorium Pawlowsk (damals: Sluzk), dessen Direktor er 1937 wurde. Im Jahr 1940 wurde er zum Direktor des neu gegründeten ISMIRAN ernannt, welcher er bis 1969 blieb.
1960 erhielt er gemeinsam mit Sergei Wernow, Alexander Tschudakow, Schmaja Dolginow den Leninpreis für die Erforschung des Van-Allen-Gürtels und des Magnetfelds der Erde. Er erhielt zudem dreimal den Orden des Roten Banners der Arbeit. Im Jahr 2004 wurde das ISMIRAN nach ihm benannt.